# Catherine Mumford
Catherine Mumford (Ashbourne, 17 gennaio 1829 – Clacton-on-Sea, 4 ottobre 1890) è stata una filantropa inglese.
È stata la cofondatrice dell'Esercito della Salvezza.

## Biografia
Era la figlia di John Mumford e di Sarah Milward. Suo padre era un predicatore laico occasionale e carraio. La sua famiglia si trasferì a Boston, Lincolnshire, e in seguito a Brixton. Fin dalla tenera età, Catherine era una ragazza seria e sensibile. Ricevette una forte educazione cristiana e a 12 anni aveva già letto otto volte per intero la Bibbia.
Durante l'adolescenza, Catherine subì dei gravi problemi di salute dovuti alla curvatura della colonna vertebrale. Fin da ragazzina iniziò a scrivere articoli per una rivista. Era una sostenitrice del Movimento per la temperanza.

## Matrimonio
A casa di Edward Rabbits, nel 1851, conobbe William Booth. Ben presto si innamorarono e si fidanzarono. Durante il loro fidanzamento, durato tre anni, Catherine scriveva costantemente lettere di incoraggiamento a William mentre svolgeva il lavoro di predicatore. Si sono sposati il 16 giugno 1855 al Stockwell Green Congregational Church di Londra. Ebbero otto figli:
- Bramwell Booth (8 marzo 1856-16 giugno 1929), sposò Florence Eleanor Soper, ebbero sette figli;
- Ballington Booth (28 luglio 1857-5 ottobre 1940), sposò Maud Elizabeth Charlesworth, non ebbero figli;
- Kate Booth (18 settembre 1858-9 maggio 1955), sposò Arthur Clibborn, ebbero dieci figli;
- Emma Booth (8 gennaio 1860-28 ottobre 1903), sposò Frederick Tucker, ebbero nove figli;
- Herbert Booth (26 agosto 1862-25 settembre 1926), sposò in prime nozze Cornelie Schoch e in seconde nozze Anne Lane;
- Marie Booth (4 maggio 1864-5 gennaio 1937);
- Evangeline Booth (25 dicembre 1865-17 luglio 1950);
- Lucy Booth (28 aprile 1868-18 luglio 1953), sposò Emanuel Daniel Hellberg, ebbero cinque figli.

## Ministero
Catherine ha cominciato ad essere più attiva nel lavoro della Chiesa a Brighouse. Con l'incoraggiamento di William, Catherine scrisse un opuscolo, Female Ministry: Woman's Right to Preach the Gospel (1859), in difesa di Phoebe Palmer, la cui predicazione aveva provocato un grande scalpore. L'opuscolo individuava tre grandi principi su cui poggiavano le sue convinzioni. In primo luogo, Catherine vide che le donne non erano né naturalmente né moralmente inferiore agli uomini. In secondo luogo, credeva che non c'era motivo scritturale per negare loro un ministero pubblico. In terzo luogo, sosteneva che ciò che la Bibbia ha sollecitava, lo Spirito Santo aveva ordinato e benedetto e così doveva essere giustificato.
A quel tempo, era inaudito per una donna parlare in pubblico. Era convinta che le donne avevano un uguale diritto di parlare.
Divenne una collega di lavoro del marito e presto trovò la sua propria sfera come un potente predicatore. Parlava alle persone nelle loro case, in particolare per gli alcolisti, il quale ha contribuito a ridare una nuova vita. Molti concordano sul fatto che nessun uomo della sua epoca, tra cui il marito, l'abbia superato in popolarità.
Catherine organizzò raccolte alimentari per milioni di negozi dove i poveri potevano acquistare un pasto a basso costo a Natale.
Quando nel 1878 suo marito divenne noto come il generale dell'Esercito della Salvezza, Catherine divenne nota come la 'Madre dell'Esercito della Salvezza'.

## Morte
Morì il 4 ottobre 1890 a Clacton-on-Sea e fu sepolta con il marito ad Abney Park Cemetery, Londra.

## Opere
- Aggressive Christianity Diggory Press, ISBN 978-1-905363-11-7
- Godliness
- Hot Saints - On Fire for God, Living Full of Light, Purity and Power aka Practical Religion Diggory Press,  ISBN 978-1-84685-515-3
- Let the Women Speak - Females Teaching in Church Diggory Press, ISBN 978-1-84685-375-3
- Life and Death
- Popular Christianity - its Cowardly Service versus the Real Warfare Diggory Press, ISBN 978-1-84685-516-0